# コモックス・ストラスコーナ地域
コモックス・ストラスコーナ地域（コモックス・ストラスコーナちいき、英: Regional District of Comox-Strathcona, British Columbia）は、カナダ・ブリティッシュコロンビア州に1967年から2008年の間存在した、地方行政区の1つである。大陸の西岸部分とバンクーバー島の中部を占めており、ストラスコーナ州立公園（Strathcona Provincial Park）の大部分も同地域に含まれていた。
2018年2月にストラスコーナ地域とコモックスバレー地域に分割された。

## 主な都市
- コートニー （Courtenay）
- キャンベルリバー （Campbell River）
- コモックス （Comox）